# Porcellionides divergens
Porcellionides divergens är en kräftdjursart som först beskrevs av Karl Wilhelm Verhoeff1949.  Porcellionides divergens ingår i släktet Porcellionides och familjen Porcellionidae. Inga underarter finns listade i Catalogue of Life.